# In vitro
In vitro (lat. = u staklu) istraživanja se izvode na stanicama ili biološkim molekulama, izvan njihovog normalnog biološkog okruženja; na primjer proteini ili stanice se održavaju u umjetnim medijima za kultiviranje. Kolokvijalno nazvane "eksperiment u epruveti", ove studije u biološkim znanostima se tradicionalno obavljaju u epruvetama, bocama, Petrijevim posudama i ostalim, obično staklenim posudama. Danas uključuju cijeli niz tehnika koje se koriste u molekularnoj biologiji, kao što su znanosti čiji nazivi završavaju sa – omika (genomika, proteomika, npr.). Studije koje se provode koristeći komponente organizma koji su izolirani iz svojih uobičajenih bioloških okruženja omogućavaju detaljnije analize ili pogodnije nego što se može uraditi u cijelom organizmu. Nasuprot tome, in vivo studije su one koje se provode na cijelim organizmima: životinjama, uključujući i ljude i biljke.
Primjeri in vitro studija su: 
- izolacija, rast i identifikacija mikroorganizama;
- stanice izvedene iz višestaničnih organizama (Kultura animalnih stanica ili kultura tkiva);
- subcelularne komponente (npr. Mitohondriji ili ribosom);
- stanični ili substanični ekstrakti (npr. pšenične klice ili ekstrakti retikulocita;
- pročišćene molekule (često proteini DNK ili RNK, pojedinačno ili u kombinaciji);
- komercijalna proizvodnja antibiotika i drugih farmaceutskih proizvoda.

Virusi, koji se mogu replicirati samo u živim stanicama, proučavaju se u laboratoriju u kulturama stanica i tkiva, a mnogi virusolozi smatraju da se takav rad odvija pod oznakom in vitro da se razlikuje od in vivo rada na cijelim životinjama ili biljkama.